# Mubarak Rabi
Mubarak Rabi (arab. مبارك ربيع , ur. 1935 w Benma'aszu, Maroko) – marokański prozaik, autor powieści i opowiadań.
Debiutował na łamach prasy marokańskiej w 1961 roku. Jest autorem kilku zbiorów opowiadań i powieści. Za powieść Rifkat as-silah wa-al-kamar (Towarzysze broni i księżyca), której akcja toczy się na wzgórzach Golan w czasie wojny arabsko-izraelskiej w 1973 roku, otrzymał w 1975 roku pierwszą nagrodę Akademii Języka Arabskiego. Za sprawą tej powieści, która podejmuje tematykę palestyńską, literatura marokańska włączyła się do nurtu ogólnoarabskiego.

## Twórczość

### Zbiory opowiadań
- Sajjiduna Kadar (1969)
- Dam wa-duchan (Krew i dym, 1975) – polski przekład tytułowego opowiadania z tego tomu, autorstwa Ewy Michniewicz, zawarty jest w antologii Ziemia smutnej pomarańczy, wybór i wstęp Jolanta Kozłowska, Ludowa Spółdzielnia Wydawnicza, 1983, s. 198-202.

### Powieści
- At-Tajjibun (Dobrzy ludzie, 1972)
- Rifkat as-silah wa-al-kamar (Braterstwo broni i księżyca, 1976)
- Ar-rih asz-szitawijja (Wiatr zimowy, 1980)
- Badr zamanihi (1983)